# Kostja Ullmann
Kostja Ullmann (Hamburgo, 30 de maio de 1984) é um ator alemão, mais conhecido por seu papel principal no filme Sommersturm (2004) de Marco Kreuzpaintner.

## Biografia
Ullmann nasceu em Hamburgo, filho de pai alemão e mãe indiana. Aos onze anos se apresentou no Ernst Deutsch Theatre de Hamburgo e no Winterhuder Fährhaus. Em 1998, fez sua estreia na TV em um papel pequeno na série policial Alphateam. Nos anos seguintes, Ullmann estrelou vários papéis menores em séries de TV como Stahlnetz, Großstadtrevier e Leipzig Homicide, bem como em filmes de TV como o drama Albtraum einer Ehe (2001) ao lado de August Zirner. De 1999 a 2000, fez parte do elenco da série de comédia Zwei Männer am Herd, com Wolfgang Fierek e Florian Fitz.
Em 2004, estreou no cinema no papel principal no premiado filme de Marco Kreuzpaintner, Sommersturm. Sua atuação drama romântico Heimliche Liebe sobre o relacionamento de um estudante e uma mulher mais velha lhe rendeu o Prêmio Günter Strack de Televisão de Melhor Ator em 2006.  